# Бил Павлески
Бил Павлески (на македонска литературна норма: Бил Павлески) е политик от Северна Македония.

## Биография
Роден е на 8 октомври 1974 година в град Охрид. Завършва средното си образование в САЩ. Впоследствие завършва Щатския университет Ню Йорк-Бингхамптън. Завършва магистратура компютърни науки в Североизточния университет в Бостън и бизнес мениджмънт в Харвардския университет. Започва да работи в Хюлет-Пакард. На 28 юли 2011 година е назначен за министър без ресор, отговарящ да привличане на чуждестранни инвестиции в правителството на Република Македония.